# Партія Алжиру за демократію і соціалізм
Партія Алжиру за демократію і соціалізм (ПАДС; араб. الحزب الجزائري من أجل الديمقراطية والاشتراكية) — марксистсько-ленінська партія в Алжирі.
Створена в 1993 р. з лівого крила Партії соціалістичного авангарду, який прагнув відновити комуністичну ідентичність. 
Партійний орган «Le Lien des Ouvriers et Paysans».